# Şadi Üçüncü
Şadi Üçüncü (* 20. Juli 1945 oder 1948 in Arhavi, Türkei; † 18. Februar 2004 in Deutschland) war ein deutsch-türkischer Schriftsteller, Dichter, Künstler und diplomierter Betriebswirt.

## Leben
Nach Abitur und Studium in Istanbul kam Üçüncü 1974 nach Deutschland, wo der Betriebswirt promovierte.
Üçüncü veröffentlichte sowohl wissenschaftliche Bücher als auch zahlreiche Gedichtbände. Der mehrfach überarbeitet neu aufgelegte Band Die Stellung der Frau in der türkischen Gesellschaft (1979) war sein Erstling. Ihm folgte eine Reihe weiterer Sachveröffentlichungen zu gesellschaftlichen Themen rund um die Türkei und Deutschland, z. B. Integrationshemmender Faktor: Ausländerfeindlichkeit in der Bundesrepublik Deutschland (1984), ein "Überblick zur Theorie der Ausländerfeindlichkeit". Ab 1986 erschienen dann erste Gedichtbände in deutscher Sprache: Freund, gib mir deine Hand und Fremde in mir (1988). Daneben veröffentlichte er weiter auch Sachbücher: sein Hauptinteresse in der wissenschaftlichen Arbeit galt der Wirkung der Struktur der Wirtschaftsindustrie in den Industrieländern auf den Menschen.
Die Gedichte Üçüncüs stehen in der Tradition der Friedenslyrik, unter anderen besonders Gedichte für Frieden (1991) und Die Fremdheit in Europa. Gedichte gegen Ausländerhass und über die Liebe (1994). Die Liebe war ein weiteres großes Thema des Dichters (zum Beispiel Zusammen mit Dir, 2003), der auch Bilder zum Themenkreis Liebe und Weltfrieden malte.
Üçüncü, der 2004 einem Krebsleiden erlag, hat sich stark für seine langjährige Heimatstadt Münster als Kulturhauptstadt eingesetzt.